# Alpesisí az 1948. évi téli olimpiai játékokon
Az 1948. évi téli olimpiai játékokon az alpesisí versenyszámait St. Moritz-ban február 2. és 5. között rendezték. A férfiaknál és a nőknél is 3–3 versenyszámban avattak olimpiai bajnokot.

## Részt vevő nemzetek
A versenyeken 25 nemzet 167 sportolója vett részt.
- Argentína (ARG) (6)
- Ausztria (AUT) (8)
- Belgium (BEL) (2)
- Bulgária (BUL) (2)
- Chile (CHI) (4)
- Csehszlovákia (TCH) (4)
- Egyesült Államok (USA) (7)
- Finnország (FIN) (2)
- Franciaország (FRA) (7)
- Görögország (GRE) (1)
- Izland (ISL) (3)
- Jugoszlávia (YUG) (7)
- Kanada (CAN) (4)
- Lengyelország (POL) (5)
- Libanon (LIB) (2)
- Liechtenstein (LIE) (5)
- Magyarország (HUN) (6)
- Nagy-Britannia (GBR) (7)
- Norvégia (NOR) (8)
- Olaszország (ITA) (6)
- Románia (ROU) (7)
- Spanyolország (ESP) (6)
- Svájc (SUI) (9)
- Svédország (SWE) (5)
- Törökország (TUR) (4)

## Éremtáblázat
(A rendező nemzet eltérő háttérszínnel, az egyes számoszlopok legmagasabb értéke, vagy értékei vastagítással kiemelve.)
| Az 1948. évi téli olimpiai játékok összesített éremtáblázata alpesisíben | Az 1948. évi téli olimpiai játékok összesített éremtáblázata alpesisíben | Az 1948. évi téli olimpiai játékok összesített éremtáblázata alpesisíben | Az 1948. évi téli olimpiai játékok összesített éremtáblázata alpesisíben | Az 1948. évi téli olimpiai játékok összesített éremtáblázata alpesisíben | Olimpia  |
| ------------------------------------------------------------------------ | ------------------------------------------------------------------------ | ------------------------------------------------------------------------ | ------------------------------------------------------------------------ | ------------------------------------------------------------------------ | -------- |
|                                                                          | Ország                                                                   | Arany                                                                    | Ezüst                                                                    | Bronz                                                                    | Összesen |
| 1.                                                                       | Svájc (SUI)                                                              | 2                                                                        | 2                                                                        | 2                                                                        | 6        |
| 2.                                                                       | Franciaország (FRA)                                                      | 2                                                                        | 1                                                                        | 2                                                                        | 5        |
| 3.                                                                       | Ausztria (AUT)                                                           | 1                                                                        | 2                                                                        | 3                                                                        | 6        |
| 4.                                                                       | Egyesült Államok (USA)                                                   | 1                                                                        | 1                                                                        | 0                                                                        | 2        |
|                                                                          |                                                                          |                                                                          |                                                                          |                                                                          |          |
| Összesen                                                                 | Összesen                                                                 | 6                                                                        | 6                                                                        | 7                                                                        | 19       |

## Érmesek

### Férfi
| Az 1948. évi téli olimpiai játékok férfi érmesei alpesisíben |                                      |           |                                     |           |                                      |           |
| Versenyszám                                                  | Arany                                | Arany     | Ezüst                               | Ezüst     | Bronz                                | Bronz     |
| Lesiklás                                                     | Henri Oreiller · Franciaország (FRA) | 2:55,0    | Franz Gabl · Ausztria (AUT)         | 2:59,1    | Karl Molitor · Svájc (SUI)           | 3:00,3    |
| Lesiklás                                                     | Henri Oreiller · Franciaország (FRA) | 2:55,0    | Franz Gabl · Ausztria (AUT)         | 2:59,1    | Ralph Olinger · Svájc (SUI)          | 3:00,3    |
| Műlesiklás                                                   | Edy Reinalter · Svájc (SUI)          | 2:10,3    | James Couttet · Franciaország (FRA) | 2:10,8    | Henri Oreiller · Franciaország (FRA) | 2:12,8    |
| Alpesi összetett                                             | Henri Oreiller · Franciaország (FRA) | 3,27 pont | Karl Molitor · Svájc (SUI)          | 6,44 pont | James Couttet · Franciaország (FRA)  | 6,95 pont |

### Női
| Az 1948. évi téli olimpiai játékok női érmesei alpesisíben |                                          |           |                                          |           |                                  |           |
| Versenyszám                                                | Arany                                    | Arany     | Ezüst                                    | Ezüst     | Bronz                            | Bronz     |
| Lesiklás                                                   | Hedy Schlunegger · Svájc (SUI)           | 2:28,3    | Trude Jochum-Beiser · Ausztria (AUT)     | 2:29,1    | Resi Hammerer · Ausztria (AUT)   | 2:30,2    |
| Műlesiklás                                                 | Gretchen Fraser · Egyesült Államok (USA) | 1:57,2    | Antoinette Meyer · Svájc (SUI)           | 1:57,7    | Erika Mahringer · Ausztria (AUT) | 1:58,0    |
| Alpesi összetett                                           | Trude Jochum-Beiser · Ausztria (AUT)     | 6,58 pont | Gretchen Fraser · Egyesült Államok (USA) | 6,95 pont | Erika Mahringer · Ausztria (AUT) | 7,04 pont |

## Magyar részvétel
- Iglói Anikó lesiklás: 35., szlalom: 22., összetett: visszalépett
- Kővári Károly összetett: 46.
- Libik György lesiklás: 77., összetett: kizárták
- Máté Lajos lesiklás: 84., szlalom: 48., összetett: 66.,
- Mazány Sándor lesiklás: 49.
- Székely Tamás lesiklás: 52., szlalom: 35., összetett: 35.
- Szikla Péter lesiklás: 48., szlalom: 25., összetett: 30.